# Phyllophaga sodialis
Phyllophaga sodialis är en skalbaggsart som beskrevs av Henry J. Reinhard 1940. Phyllophaga sodialis ingår i släktet Phyllophaga och familjen Melolonthidae. Inga underarter finns listade i Catalogue of Life.